# Отрив (Алье)
Отри́в (фр. Hauterive) — коммуна во Франции, находится в регионе Овернь. Департамент коммуны — Алье. Входит в состав кантона Эскюроль. Округ коммуны — Виши.
Код INSEE коммуны — 03126.

## Население
Население коммуны на 2008 год составляло 1076 человек.
| 1962 | 1968 | 1975 | 1982 | 1990 | 1999 | 2008 |
| ---- | ---- | ---- | ---- | ---- | ---- | ---- |
| 774  | 775  | 882  | 958  | 1077 | 1055 | 1076 |

## Экономика
В 2007 году среди 687 человек в трудоспособном возрасте (15—64 лет) 489 были экономически активными, 198 — неактивными (показатель активности — 71,2 %, в 1999 году было 70,2 %). Из 489 активных работали 445 человек (233 мужчины и 212 женщин), безработных было 44 (15 мужчин и 29 женщин). Среди 198 неактивных 46 человек были учениками или студентами, 92 — пенсионерами, 60 были неактивными по другим причинам.

## Достопримечательности
- Замок Кур (в настоящее время мэрия), построен в 1849 году, преобразован в мэрию в 1950 году.
- Замок Юссо (1856 год)
- Приходская церковь Сен-Пьер, Сен-Луи
- Военный мемориал, открыт 22 августа 1920 года
- Минеральные источники

## Фотогалерея
- Дорога к мэрии
- Церковь